# La Chapelle-Pouilloux
La Chapelle-Pouilloux är en kommun i departementet Deux-Sèvres i regionen Nouvelle-Aquitaine i västra Frankrike. Kommunen ligger i kantonen Sauzé-Vaussais som tillhör arrondissementet Niort. År 2022 hade La Chapelle-Pouilloux 171 invånare.

## Befolkningsutveckling
Antalet invånare i kommunen La Chapelle-Pouilloux
| Referens: INSEE |